# Крукенберг, Густав
Густав Крукенберг (нем. Gustav Krukenberg; 8 марта 1888, Бонн — 23 октября 1980, Бад-Годесберг) — немецкий военачальник, бригадефюрер СС, командир 11-й моторизованной и 33-й пехотной дивизий СС.

## Биография

### Первая мировая война
Родился 8 марта 1888 года в Бонне. Отец — Георг Крукенберг, преподаватель Боннского университета. Мать — Элизабет Крукенберг-Конце, писательница и суфражистка, дочь археолога Александра Конце. Окончил юридический факультет Боннского университета, став доктором юридических наук. В 1907 году был призван в армию, где получил звание прапорщика. В 1912 году женился. Во время Первой мировой войны Густав служил адъютантом и артиллерийским офицером. В 1918 году окончил офицерские курсы в Седане при Генеральном штабе и получил звание капитана Генерального штаба.

### Межвоенные годы
После Первой мировой войны Крукенберг работал секретарем в Министерстве иностранных дел и некоторое время руководителем в промышленности. Состоял в Совете Имперской федерации немецкой промышленности. В 1926 году Крукенберг организовал Немецко-французский исследовательский комитет в Париже, который занимался проблемами предпринимательства, гуманитарными науками, управления и журналистики. Также он был членом Общества изучения фашизма. В 1932 году вступил в НСДАП (партбилет номер 1067635) и после прихода Гитлера к власти Крукенберг был направлен работать в Имперское министерство пропаганды на должность радиокомиссара. С 30 мая 1933 член СС (партбилет номер 116686). С 1932 по 1933 годы член СА.

### Вторая мировая война
После начала Второй мировой войны Крукенберг был мобилизован как майор вермахта и направлен в Генеральный штаб в Нидерландах и Париже. В 1943 году возглавил Штаб инспекторов экономики «Центр» в Белоруссии, а в декабре переведён в войска СС в звании оберштурмбанфюрера. В январе 1944 года назначен начальником штаба 5-го горного корпуса СС, произведён в штандартенфюреры и оберфюреры. В мае 1944 года назначен начальником штаба 6-го армейского корпуса СС и направлен как офицер СС в рейхскомиссариат Остланд.
Благодаря своему знанию французского языка и хорошему знанию плана Парижа Крукенберг в сентябре 1944 года в звании бригадефюрера СС был назначен инспектором французского отделения войск СС. Фактически он был командиром 33-й добровольческой пехотной дивизии СС «Шарлемань», составленной из французских коллаборационистов, хотя де-юре эту должность он получил после смещения в феврале 1945 года Эдгара Пуо с этой должности. В апреле 1945 года он участвовал в битве за Берлин, где принял на себя командование 11-й добровольческой моторизованной дивизией СС «Нордланд», укомплектованной скандинавами.

#### Берлинская битва
В ночь с 23 на 24 апреля 1945 Крукенберг получил сообщение от штаб-квартиры группы армий «Висла» и срочно направился к Берлину со всеми своими силами. Крукенберг сообщил своим подчинённым о критической ситуации в городе и запросил группу добровольцев: несмотря на гигантское количество желающих, всех он не мог взять, поэтому вместе с гауптштурмфюрером Анри Фене выбрал столько, сколько мог вместить весь его транспорт. 24 апреля 1945 в 22:00 он привёл остатки войск в Берлин.
25 апреля Крукенберг был принят генералом Гельмутом Вейдлингом, командовавшим сектором C гарнизона города, куда входила 11-я дивизия СС «Нордланд». Её командир Йоахим Циглер был снят с командной должности в тот же день. Прибытие французских добровольцев должно было помочь дивизии «Нордланд»: от её полков «Норвегия» и «Дания» фактически ничего не осталось за последние дни боёв.
26 апреля советские войска уже были в районе Нойкёльн, и Крукенберг стал готовиться к обороне на Германнплатц и создавать пути для отступления. Он переместил свою штаб-квартиру в здание оперы. 27 апреля Крукенбергу пришлось отступать и перебазировать штаб-квартиру в вагоне станции метро Штадтмитте в секторе Z (центр Берлина). Французскими добровольцами из 108 советских танков было подбито около половины в центральном округе Берлина. 29 апреля 1945 Крукенберг, потрясённый храбростью французских добровольцев, лично наградил унтершарфюрера Эжена Воло Рыцарским крестом Железного креста (одно из последних награждений Второй мировой войны).
Многими историками считается, что 1 мая 1945 Крукенберг приказал сапёрам обрушить тоннель S-Bahn и затопить берлинское метро, пойдя на крайние меры для спасения города. Однако этому нет достаточных доказательств: возможно, что метро было затоплено после очередного артиллерийского обстрела или авианалёта. В тоннелях метро располагались полевые госпитали, бомбоубежища и склады с припасами для солдат. Поскольку там было слишком много людей, некоторые историки сомневаются, что Крукенберг мог пойти на такое.
Смерть Адольфа Гитлера и взятие Рейхстага советскими войсками вынудили Крукенберга фактически распустить своих подчинённых: они сразу же примкнули к отряду Йохана Циглера из «Нордланд» и в ночь с 1 на 2 мая 1945 после артобстрела почти все были убиты (Циглер умер от ранений на следующий день). Сам Крукенберг спрятался в округе Далем, откуда выбрался только 12 мая 1945 после сообщений о капитуляции Германии. Сразу же он сдался советским властям.

### После войны
Суд СССР признал Крукенберга виновным в преступлениях против гражданского населения СССР (в особенности еврейского). Крукенберг, который не был фанатичным нацистом, тем не менее не критиковал истребление евреев. Суд приговорил его к 25 годам лишения свободы. Только в 1956 году после визита Конрада Аденауэра в СССР и так называемой «Аденауэровской амнистии» Крукенберг был освобождён. После войны он вступил в Ассоциацию по делам репатриантов, в которой занимался вопросами возвращения пленных немцев из стран-союзниц на родину. Особое внимание Крукенберг уделял восстановлению франко-германских отношений.
Его двоюродным братом был Вернер Конце, историк. Внук Густава, Петер Шёттлер, также стал историком.
В послевоенное время Крукенберг восстановил связи с генералитетом вермахта, французскими коллаборационистами и бывшими эсэсовцами, но при этом старался не появляться в их окружении, чтобы опять не угодить в тюрьму. Крукенберг одновременно говорил о возрождении национал-социализма и о европейском примирении между Востоком и Западом, вследствие чего многие стали твердить, что у него развилась шизофрения. В 1978 году Ассоциация бывших узников концлагерей потребовала немедленно отменить банкет по случаю 90-летия Крукенберга. Деятели национал-социализма в ответ назвали это очередным проявлением паранойи у представителей левых организаций. Сам Крукенберг отказался что-либо комментировать. Его собирались даже представить к награждению медалью Шумана за укрепление франко-германских отношений, но комиссия в итоге отказала в представлении к награде, решив, что многие неправильно поймут награждение подобной медалью убеждённого нациста.
23 октября 1980 Густав Крукенберг умер в Бад-Годесберге.
Награждён Железным крестом 1-го и 2-го классов (1914 год), пряжкой к Железному кресту (1939) и Почётным крестом Первой мировой войны.